# Nod-sur-Seine
Nod-sur-Seine ist eine französische Gemeinde mit 206 Einwohnern (Stand: 1. Januar 2022) im Département Côte-d’Or in der Region Bourgogne-Franche-Comté; sie gehört zum Arrondissement Montbard und zum Kanton Châtillon-sur-Seine.

## Geographie
Nod-sur-Seine liegt etwa 65 Kilometer nordnordwestlich von Dijon an der Seine. Umgeben wird Nod-sur-Seine von den Nachbargemeinden Chamesson im Norden und Westen, Buncey im Norden, Villiers-le-Duc im Osten, Saint-Germain-le-Rocheux und Busseaut im Osten und Südosten, Brémur-et-Vaurois im Süden und Südosten sowie Aisey-sur-Seine im Süden.

## Bevölkerungsentwicklung
| Jahr                       | 1962 | 1968 | 1975 | 1982 | 1990 | 1999 | 2006 | 2013 |
| Einwohner                  | 261  | 252  | 183  | 199  | 212  | 258  | 267  | 230  |
| Quellen: Cassini und INSEE |      |      |      |      |      |      |      |      |

## Sehenswürdigkeiten
- Kirche Saint-Martin aus dem 13./14. Jahrhundert
- Kapelle Sainte-Catherine aus dem 12. Jahrhundert

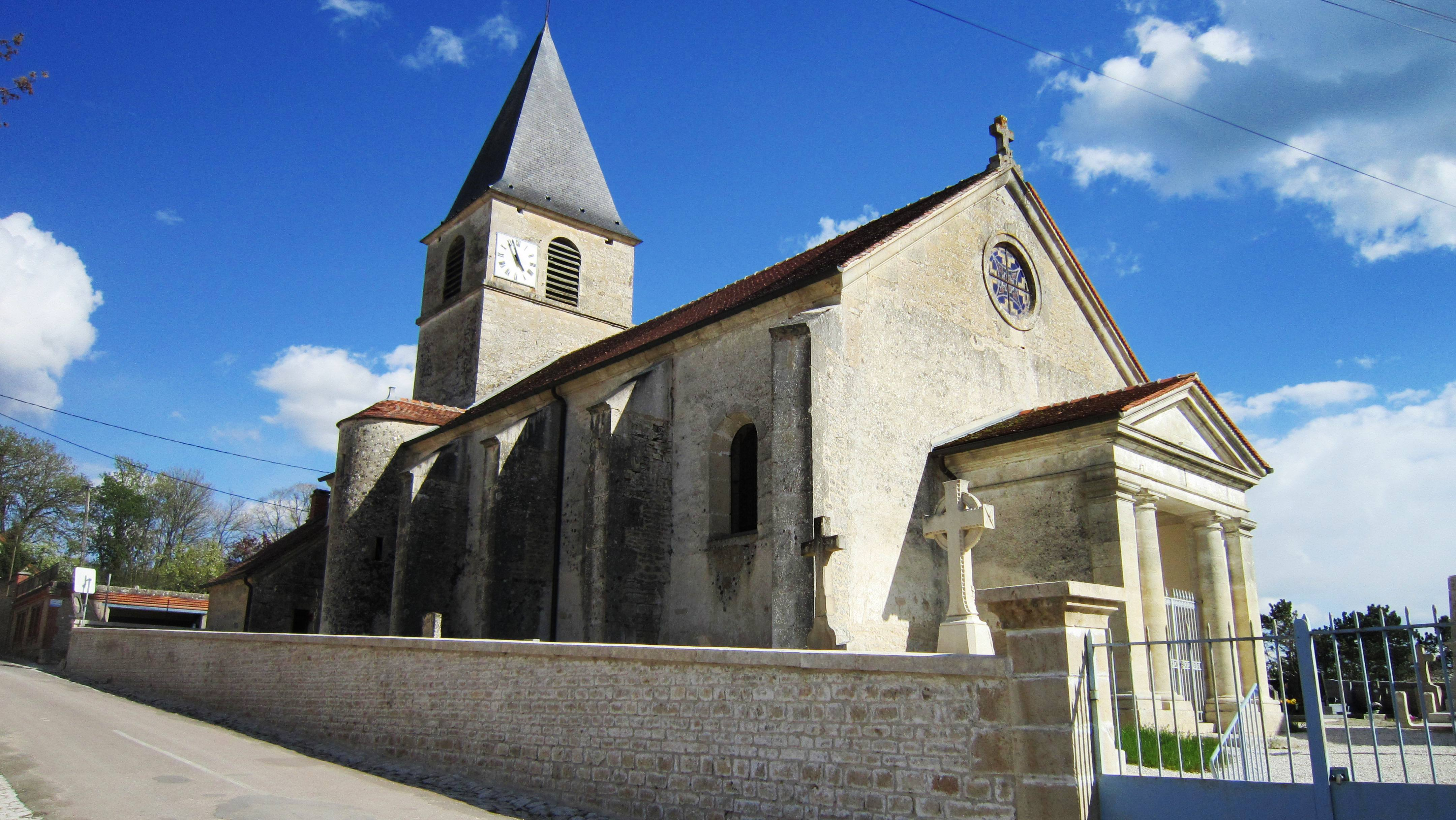
Kirche Saint-Martin
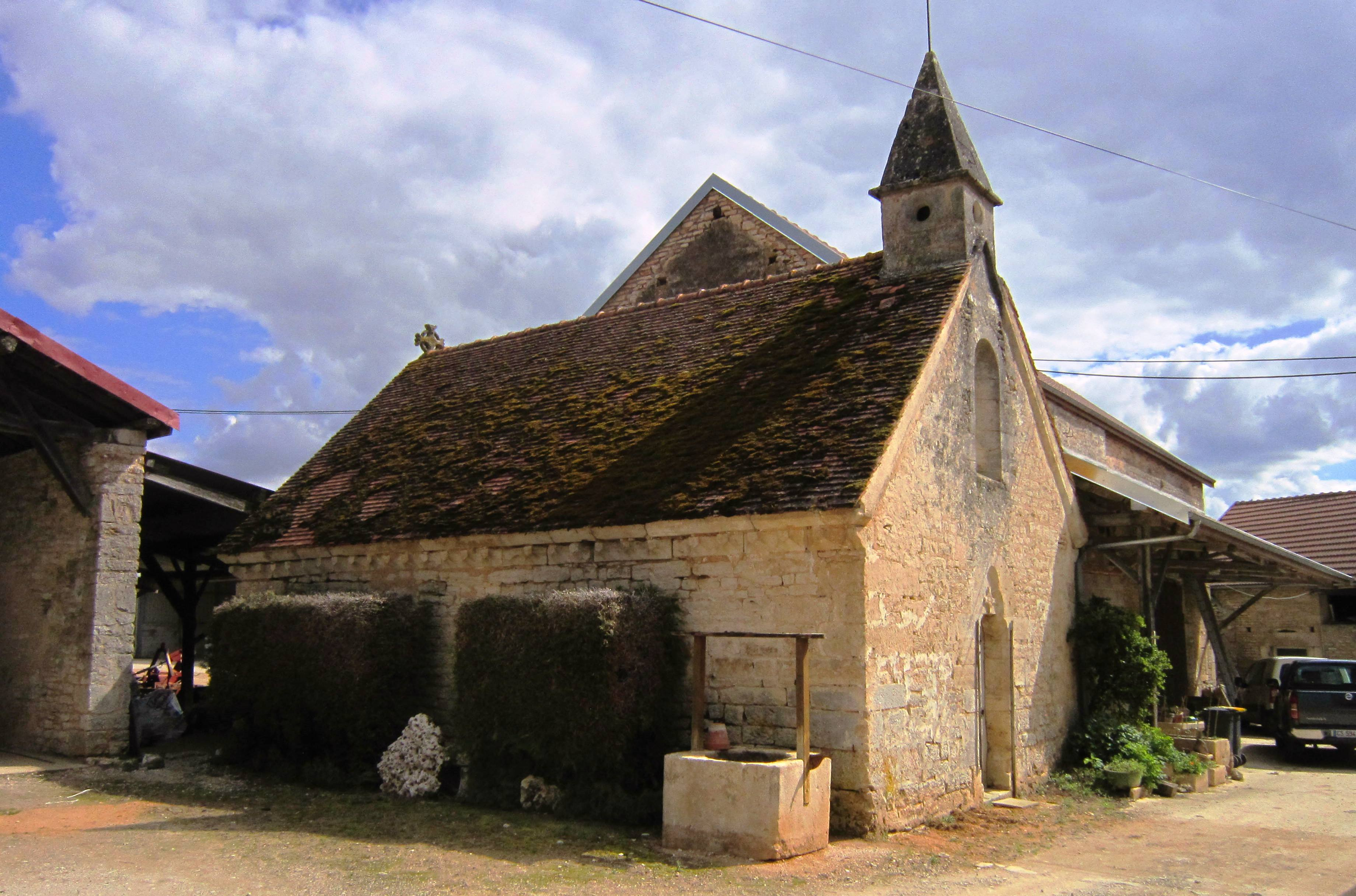
Kapelle Sainte-Catherine